# وونکووکو
وونکووکو (به لاتین: Włynkówko) یک روستا در لهستان است که در گمینا سووپسک واقع شده‌است. وونکووکو ۴۷۶ نفر جمعیت دارد.